# Пеншо, Мишель-Робер
Мишель-Робер Пеншо (фр. Michel-Robert Penchaud 1772, Ломмезе, около Пуатье — 1833, Марсель) — французский архитектор.

## Молодость и учёба
Старший сын Робера-Луи Пеншо, архитектора провинции Пуату, работавшего в период Революции, и внук члена строительной гильдии региона, скончавшегося в Париже в 1756 году. Его собственный старший сын Антуан-Ксавье-Робер также стал архитектором.
Революционные потрясения и принудительный набор в армию западного дивизиона помешали Мишель- Роберу Пеншо закончить обучение архитектуре вовремя, и лишь с 1796 года он смог продолжить обучение в ателье Персье и Фонтена.
Одновременно он был принят на должность художника Управлением строительства городской архитектуры и участвовал в множестве национальных архитектурных конкурсов, организованных Министерством Внутренних дел.

## Архитектор Марселя
В 1803 году Мишель-Робер Пеншо был назначен префектом Тибодо архитектором города Марселя. Первым проектом архитектора была оранжерея ботанического сада. К несчастью он стал жертвой раздора префекта и нового мэра города Антуана-Иняс д`Антуана, и в период с 1807 по 1812 годы был смещен с должность другим архитектором Мишо.

## Реализация
В течение этого периода, министерство внутренних дел решает доверить Пеншо как исключительному специалисту все проекты, связанные с памятниками до самого Лангедока, а также исследования и реставрацию античных памятников юга: мост Флавьен (фр. Pont Flavien) в Сен-Шама, триумфальная арка (фр. Arc de triomphe de Glanum) в Сен-Реми-де-Провансе; Мезон Карре в Ниме; римский храм в Вернеге, древнеримский театр в Арле и др. Архитектор планировал создать справочник с подробным описанием архитектурных памятников юга Франции, который стал бы определённого рода путеводителем из Франции в Италию для всех художников и любителей искусства. Проведенные исследования стали прелюдией к множеству статей, вышедших позднее в журнале «Статистика департамента Буш дю Рон».
Префект Тибодо, желая вверить дела в руки Пеншо, в 1808 году назначает его архитектором департамента и в 1812 году возвращает ему пост архитектора города Марселя после завершения перестройки здания префектуры Ру-де-Корсб, после которого Мишо был отстранён. Пеншо занимал обе должности до самой смерти в 1833 году.
Выбор Пеншо города Марселя был обдуманным: несмотря на многие предложения из Парижа, архитектор осознавал, что был единственным способным возглавлять крупные проекты в провинции в первой четверти XIX века. Совсем немногие проекты наполеоновской эпохи дошли до наших дней, но именно на юге Франции расположены наиболее яркие из них. Их реставрацией занимался Мишель-Робер Пеншо:
- триумфальная арка (заложенная в 1825 году), названная «большими воротами на Экс» (англ. Porte d'Aix),
- госпиталь Каролин на острове Ратоно,
- протестантский храм на улице Гриньян,
- дворец правосудия и тюрьма Экс-ан-Прованс,
- церковь Сен-Мартен в Сен-Реми-де-Прованс,
- дворец правосудия в Драгиньяне,
- старинная тюрьма в Оргоне.

Среди уже разрушенных памятников в Марселе:
оранжерея ботанического сада, казармы жандармерии и тюрьма, центральные ворота лазарета в Аране (фр. Lazaret d'Arenc).
Два крупных незаконченных проекта: дом престарелых в Альене (ля Тимон), здание старинной скотобойни в Тарасконе.
Сын архитектора Антуан-Ксавье стал автором первых орнаментов дворца Биржи на Канарибах в 1841 году. Работы были продолжены учеником и последователем Пеншо Паскалем Костом в 1846 году.
Пеншо проявил некий эклектизм в оставленной им литературе, так как не придерживаясь формы классицистической традиции, ни один проект не был бы принят, учитывая также прагматический аспект переделки зданий, иной раз не подходящий под его конструкцию. Функциональность, быстрота выполнения, использование стандартных элементов делают его работу по характеру близкой к деятельности инженера. Во многих его проектах чувствуется влияние одного из его преподавателей в Высшей политехнической школе Жана Дюрана (фр. Jean-Nicolas-Louis Durand; 1760—1834).
Последним проектом Пеншо, завершающим его карьеру, стала триумфальная арка, законченная уже после смерти автора.

## Последние годы жизни
Пеншо коллекционировал старинные медали, античные предметы, исследовал классическую архитектуру, но избегал её имитирования в своих произведениях. Архитектор не входил в публичные круги и почти ничего не известно о его личной жизни. Его преданные ученики — Паскаль Кост и Венсенн Барраль. Первого он принимает к себе еще совсем молодым и помогает ему поступить в парижскую школу Изящных Искусств. Второй участвует во всех проектах архитектора как ассистент и после смерти Пеншо занимает пост епархиального архитектора.
Мишель-Робер Пеншо похоронен на кладбище Сен-Пьер в Марселе. После перенесения могилы со старого кладбища Сен-Шарль, аллеи которого проектировал сам архитектор. Его могильный камень, созданный архитектором Феликсом Дюбаном, расположен среди захоронений знаменитых личностей Марселя на сосновой аллее № 6.